# Тарнув (Мазовецьке воєводство)
Тарнув (пол. Tarnów) — село в Польщі, у гміні Вільґа Ґарволінського повіту Мазовецького воєводства.
Населення — 90 осіб (2011).
У 1975-1998 роках село належало до Седлецького воєводства.

## Демографія
Демографічна структура станом на 31 березня 2011 року:
|          | Загалом | Допрацездатний вік | Працездатний вік | Постпрацездатний вік |
| -------- | ------- | ------------------ | ---------------- | -------------------- |
| Чоловіки | 42      | 8                  | 29               | 5                    |
| Жінки    | 48      | 12                 | 18               | 18                   |
| Разом    | 90      | 20                 | 47               | 23                   |